# 布鲁默拉市镇
布鲁默拉市镇（瑞典語：Bromölla kommun）是瑞典南部斯科讷省的一个市镇。其治所位于布鲁默拉。